# St. Anthony (hrabstwo Stearns)
St. Anthony – miasto w Stanach Zjednoczonych, w stanie Minnesota, w hrabstwie Stearns.